# ジャック・チャールトン
- ジャック・チャールトン
- ジャッキー・チャールトン

ジョン・"ジャック"・チャールトン OBE（John "Jack" Charlton OBE、1935年5月8日 - 2020年7月10日）は、イングランド出身の元サッカー選手、サッカー指導者。ポジションはDF（センターバック）。実弟のボビー・チャールトンは1960年代を代表するサッカー選手の一人である。
ファーストネームは愛称のジャッキー（Jackie）で表記されることもある。

## 経歴

### 選手時代
チャールトンは1952年にリーズ・ユナイテッドで選手経歴を開始した。実弟のボビーが攻撃的なポジションでプレーし常に脚光を浴びてきたのに対し、兄のジャッキーは長身を生かしたセンターバックとしてプレーをした。
リーズではドン・レヴィー監督の下でビリー・ブレムナーらと共にフットボールリーグ優勝1回（1969年）、FAカップ優勝1回（1973年）、フットボールリーグカップ優勝1回（1968年）、インターシティーズ・フェアーズカップ（UEFAカップの前身）優勝2回（1968年、1971年）などに貢献、1973年に現役を引退するまで一貫してリーズのためにプレーを続けた。また1967年にはFWA年間最優秀選手賞を受賞した。
イングランド代表としては1965年に代表デビュー。30歳と遅咲きのデビューであったが、翌1966年のFIFAワールドカップ・イングランド大会では兄弟揃ってレギュラーとして優勝に貢献。1970年のFIFAワールドカップ・メキシコ大会を最後に代表から引退するまで国際Aマッチ35試合に出場し6得点を記録した。

### 監督時代
引退後は指導者の道へ進み、1973年からミドルスブラの監督に就任すると、シェフィールド・ウェンズデイやニューカッスル・ユナイテッドの監督を歴任。1986年にアイルランド代表監督に就任した。
チャールトンの指導の下で、それまでヨーロッパでも弱小国の部類に位置していたアイルランドは着実に実力を身に付け1986年から1987年に開催された予選を突破して、1988年の欧州選手権に出場。本大会では、初戦でイングランドを1-0で下し、第2戦でソビエト連邦と1-1で引分け。第3戦でこの大会を制したオランダと接戦を演じるなど旋風を起こした。
FIFAワールドカップにも1990年のFIFAワールドカップ・イタリア大会と1994年のFIFAワールドカップ・アメリカ大会に2大会連続出場に導き、イタリア大会ではベスト8、アメリカ大会では1次リーグ初戦で優勝候補のイタリアを1-0で下し、最終的にベスト16進出に導く手腕を発揮した。
その後、UEFA EURO '96予選で敗退すると監督を辞任し、同時に監督業からも退いた。

## エピソード
- 叔父のジャッキー・ミルバーンもサッカー選手でありポジションはフォワード。クラブレベルではニューカッスル・ユナイテッドFCで活躍し、イングランド代表としてもFIFAワールドカップ・ブラジル大会に出場するなど国際Aマッチ13試合に出場し10得点を記録した。

## 個人タイトル
- FWA年間最優秀選手賞：1回 (1967)
- イングランドサッカー殿堂 (2005)